# Tanimbargoudlijster
De tanimbargoudlijster (Zoothera machiki) is een zangvogel uit de familie Turdidae (lijsters). De vogel werd in 1883 door  Henry Ogg Forbes geldig beschreven en als (uitgebreid) eerbetoon vernoemd naar de uit Boedapest afkomstige officier van gezondheid en natuuronderzoeker, werkzaam in Nederlands-Indië, Julius G.E. Machik.

## Verspreiding en leefgebied
Deze soort is endemisch op de Tanimbar-eilanden, met name op Yamdena en Larat.